# Mekongina bibarba
Mekongina bibarba är en fiskart som beskrevs av Nguyen 2001. Mekongina bibarba ingår i släktet Mekongina och familjen karpfiskar. IUCN kategoriserar arten globalt som otillräckligt studerad. Inga underarter finns listade i Catalogue of Life.